# Abacetus laevigatus
Abacetus laevigatus es una especie de escarabajo terrestre de la subfamilia Pterostichinae.  Fue descrito por Straneo en 1960. 